# 레이 볼거
레이먼드 월리스 "레이" 볼저(영어: Raymond Wallace "Ray" Bolger, 영어 발음: /-dʒər/, 1904년 1월 10일 ~ 1987년 1월 15일)는 미국의 무성 영화 시대부터 활동한 배우, 보드빌 배우, 가수, 무용가이다. 그는 1930년대에 브로드웨이에서 주로 활동했다. 그는 영화 《오즈의 마법사》에서 허수아비 헝크 역으로, 뮤지컬 《Babes in Toyland》에서 악당 바나비 역을 맡은 것으로 가장 잘 알려져 있다. 또한 볼저는 유명한 텔레비전 쇼인 《The Ray Bolger Show》의 진행자였다.

## 출연 작품
- 사랑의 데이트 (1978, Three on a Date)
- 엔터테인먼트 (1974)
- 장난감 나라 (1961)
- 웨어스 찰리? (1952)
- 에이프릴 인 파리스 (1952)
- 메이크 마인 래프 (1949)
- 룩 포 더 실버 리닝 (1949)
- 하비 걸 (1946)
- 스테이지 도어 캔틴 (1943)
- 언제나 영원히 (1943)
- 포 잭스 앤 어 질 (1942)
- 써니 (1941)
- 오즈의 마법사 (1939)
- 스윗하츠 (1938)
- 더 걸 오브 더 골든 웨스트 (1938)
- 로잘리 (1937)
- 위대한 지그펠드 (1936)

### 텔레비전
- 사랑의 유람선 (1977-79)
- 꿈꾸는 낙원 (1978-82)